# Нирсевайка
Нирсева́йка (рос. Нырсевайка) — річка в Удмуртії (Увинський район), Росія, ліва притока Нилга.
Річка починається за 1 км на південний схід від колишнього присілку Кам'яне. Тече спочатку на південний захід, у районі села Вішур плавно повертає на південь з невеликим відхиленням на південний схід. Біля присілку Сяртчигурт повертає на південний захід, біля присілку Турингурт — на південний схід. Після Турингурта річка плавно повертає півколом на південний захід та північний захід. Впадає до Нилги навпроти присілку Кочур двома рукавами. Приймає багато менших приток, найбільша з яких права Пойвай. Річище місцями має заліснені та заболочені береги. Ширина північного гирлового рукава становить 12 м, глибина 1 м, дно вкрите піском.
Над річкою розташовано присілки Сяртчигурт та Турингурт, збудовано 3 ставки та декілька мостів.